# Fissistigma multivenium
Fissistigma multivenium är en kirimojaväxtart som först beskrevs av Friedrich Ludwig Diels, och fick sitt nu gällande namn av Ian Mark Turner. Fissistigma multivenium ingår i släktet Fissistigma och familjen kirimojaväxter. Inga underarter finns listade i Catalogue of Life.